# Eugeniusz Bernadzki
Eugeniusz Feliks Bernadzki (ur. 15 listopada 1930 w Bronkowicach, zm. 15 stycznia 2016 w Warszawie) – polski leśnik, profesor nauk leśnych, nauczyciel akademicki Szkoły Głównej Gospodarstwa Wiejskiego w Warszawie, członek rzeczywisty Polskiej Akademii Nauk.

## Życiorys
W 1952 ukończył studia na Wydziale Leśnym Szkoły Głównej Gospodarstwa Wiejskiego w Warszawie. Doktoryzował się w 1964 na Politechnice Federalnej (ETH) w Zurychu, a habilitował w Instytucie Badawczym Leśnictwa w Warszawie. Pracował jako nauczyciel akademicki w SGGW. W latach 1976–1979 był zastępcą dyrektora Instytutu Organizacji Gospodarstwa Leśnego, a w latach 1982–1996 kierownikiem Katedry Hodowli Lasu.
Był członkiem Polskiej Akademii Nauk, od 1983 członkiem korespondentem, a od 1994 członkiem rzeczywistym. W latach 1972–1981 był sekretarzem, a następnie do 1996 przewodniczącym Komitetu Nauk Leśnych PAN. W latach 1984–1986 był też zastępcą przewodniczącego Wydziału V Nauk Rolniczych, Leśnych i Weterynaryjnych PAN.
Od 1956 był członkiem Polskiego Towarzystwa Leśnego. W latach 1957–1988 był członkiem Prezydium Zarządu Głównego PTL, a w latach 1976–1979 wiceprezesem.
Specjalizował się w problematyce hodowli lasu, siedliskoznawstwa leśnego i urządzania lasu, w tym drzewostanów jodłowych (zwłaszcza w regionie Gór Świętokrzyskich), zagadnieniami pielęgnowania lasu oraz problemami zamierania lasów górskich (w szczególności w Alpach i Sudetach). Jest autorem ponad 280 publikacji naukowych, wypromował 9 doktorów.
Wielokrotnie nagradzany, między innymi nagrodami Ministra Nauki oraz nagrodami rektorskimi. Odznaczony Krzyżem Kawalerskim Orderu Odrodzenia Polski oraz Medalem Komisji Edukacji Narodowej.